# ミヤマモジズリ
ミヤマモジズリ（深山文字摺、学名：Hemipilia cucullata）は、ラン科 Hemipilia 属の地生または着生の多年草。
2015年に、Ying Tang らによる、東アジアのラン科チドリソウ亜科の系統と分類の研究の成果により、本種はミヤマモジズリ属 Neottianthe から、Hemipilia 属に組み替えられた。

## 特徴
地下の偽球茎は球状に肥厚する。茎は直立し、高さ10-20cmになり、茎の上部に3-4個の線形の鱗片葉が互生してつく。根出葉は2個つき、葉身は長楕円形で、長さ3-6cm、幅1-2.5cm、対生し平開する。
花期は7-9月。花は淡紅紫色で、茎先に多数が総状につき、花は一方にに偏ってつくか螺旋状につく。花の下方には小型で披針形の苞葉がつく。3個の萼片は卵形、2個の側花弁は線形で、長さ6-8mm、5個が集まって前方に屈曲してかぶと状になる。唇弁は狭いくさび形で、長さ7-8mmになって前方に向き、基部は白色で紅紫色の斑紋があり、先端は淡紅紫色で3中裂し、表面に微突起がある。唇弁の距は長さ5-6mm、湾曲して前方に向く。蕊柱は長さ1mmになり、紅紫色になる。花粉塊は2個で淡黄色、短い柄がある。

## 分布と生育環境
日本では、北海道、本州の中部地方以北、四国に分布し、疎林や林縁、湿った岩場に生育する。世界では、千島列島、サハリン、朝鮮半島、中国大陸、ヒマラヤ、シベリア、東ヨーロッパに広く分布する。

## 名前の由来
和名のミヤマモジズリは、「深山文字摺」の意で、深山に生え、「文字摺」すなわち、ネジバナ Spiranthes sinensis var. amoena に似て花が螺旋状につくことからついた。牧野富太郎 (1940) は、『牧野日本植物圖鑑』において、「和名ハ深山もぢずりニシテ其花穂ノ状もぢずり卽ちねぢばなニ似タレバ云フ」としている。
種小名（種形容語）cucullata は、「僧帽形の」「頭巾状の」の意味。

## 種の保全状況評価
国（環境省）のレッドデータブック、レッドリストの選定は無い。

都道府県のレッドデータ、レッドリストの選定状況は次の通り。
| - 岩手県-Bランク - 宮城県-絶滅危惧I類(CR+EN) - 山形県-絶滅(EX) - 栃木県-絶滅危惧II類(Bランク) | - 群馬県-絶滅危惧IA類(CR) - 埼玉県-絶滅危惧II類(VU) - 東京都-絶滅危惧II類(VU) - 神奈川県-絶滅危惧IA類(CR) | - 新潟県-地域個体群(LP) - 富山県-絶滅危惧II類 - 石川県-絶滅危惧I類(CR+EN) - 山梨県-準絶滅危惧(NT) | - 徳島県-絶滅危惧I類(CR) - 愛媛県-絶滅危惧IA類(CR) - 高知県-絶滅危惧IB類(EN) |

## ギャラリー

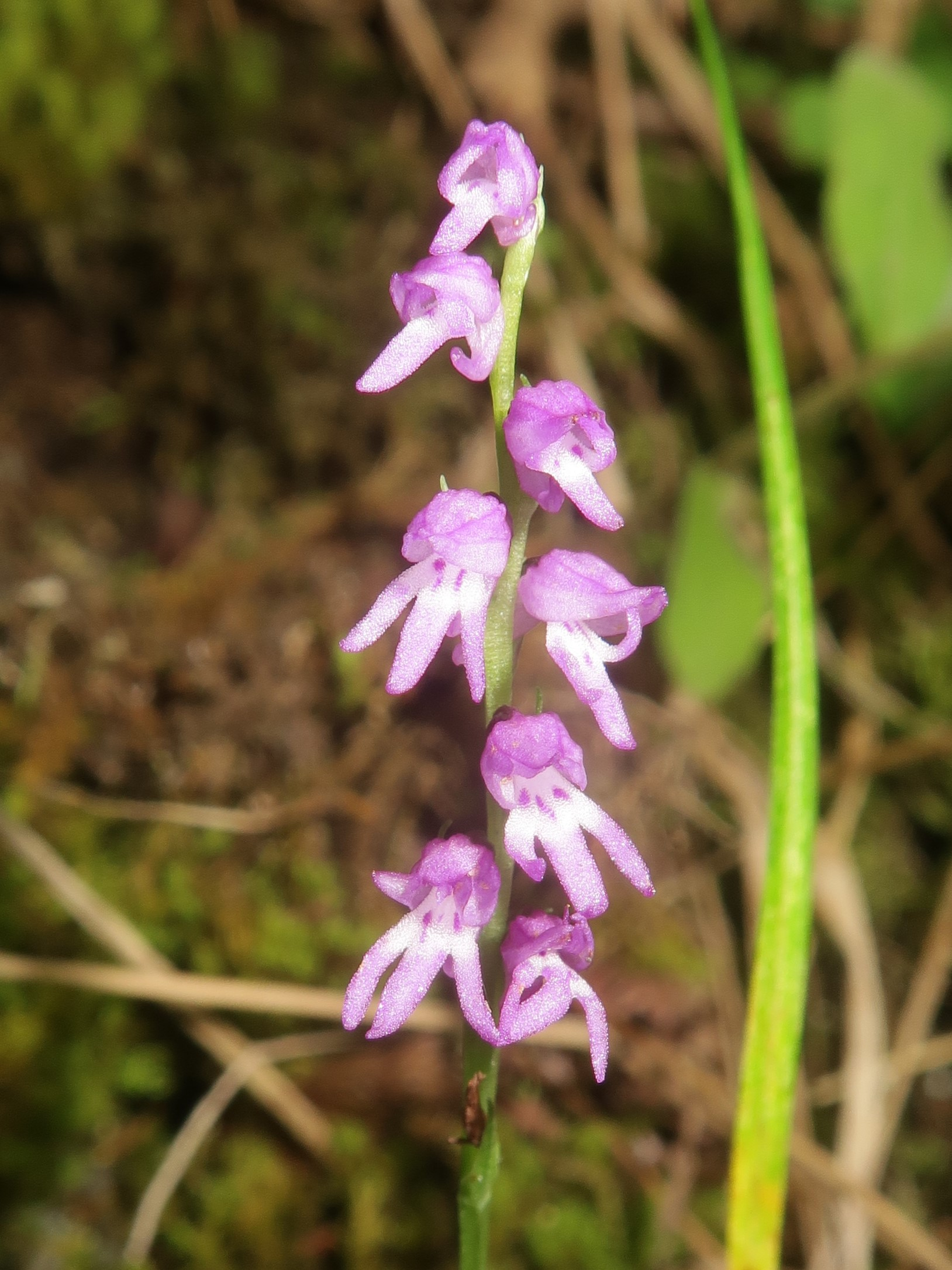
3萼片および2側花弁は5個が集まって前方に屈曲してかぶと状になる。唇弁は3中裂し、基部は白色で紅紫色の斑紋があり、裂片は前方を向く。
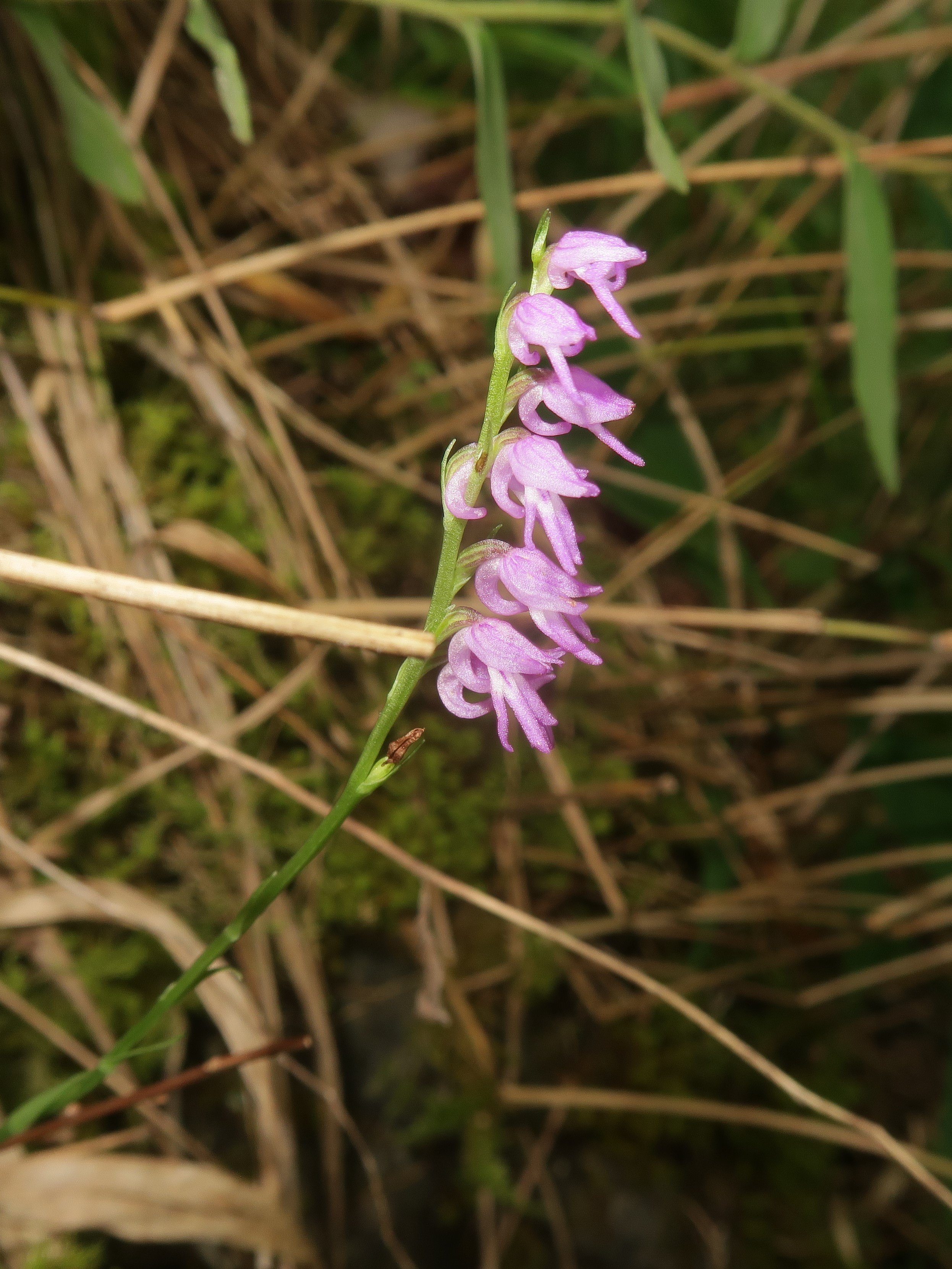
唇弁の距は湾曲して前方に向く。
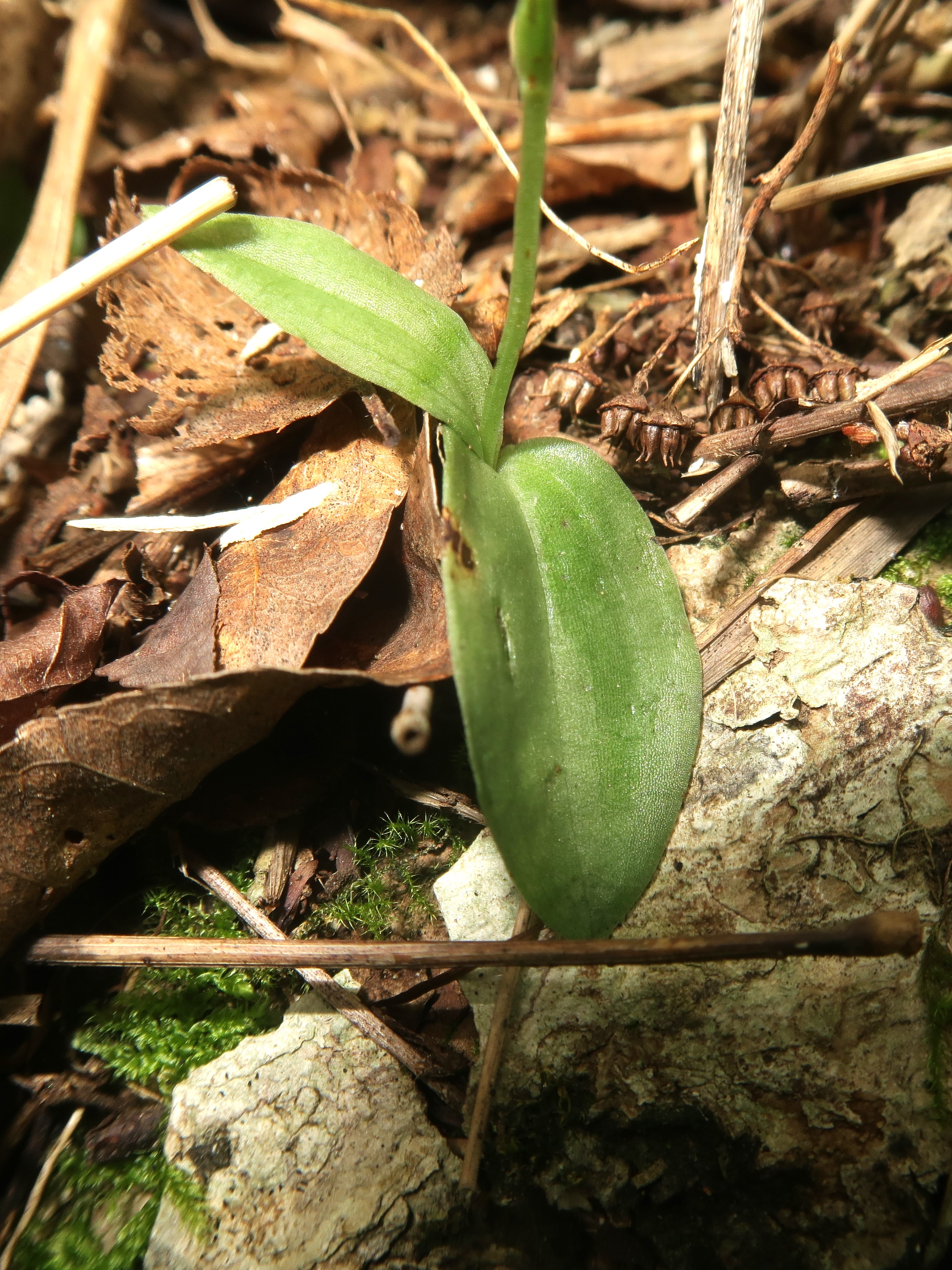
根出葉は2個つき、葉身は長楕円形で、対生し平開する。
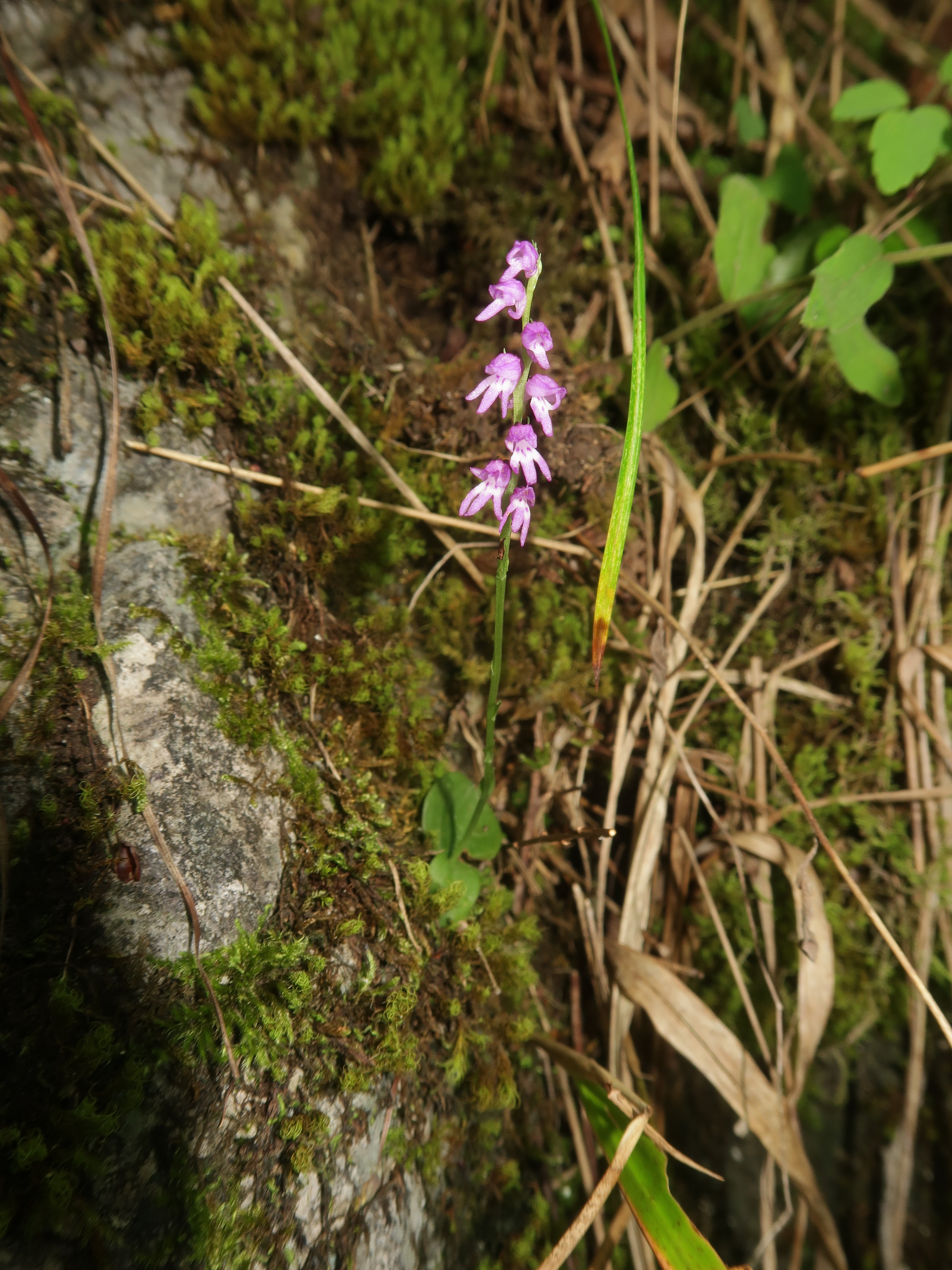
生育環境。苔むした石灰岩に着生していたもの。